# Rokansaari (ö i Södra Savolax)
Rokansaari är en ö i Finland. Den ligger i sjön Saimen och i kommunen Puumala i den ekonomiska regionen  S:t Michel och landskapet Södra Savolax, i den södra delen av landet, 220 km nordost om huvudstaden Helsingfors. Öns area är 5,38 kvadratkilometer och dess största längd är 3,8 kilometer i sydväst-nordöstlig riktning.